# Lazër Shantoja
Dom Lazër Shantoja (* 2. September 1892, nach anderer Quelle bereits am 7. Juli 1891 in Shkodra; † 2. Februar 1946, nach anderer Quelle bereits 19. Februar 1945 in Tirana) war ein römisch-katholischer Priester, der im atheistischen Albanien des Enver-Hoxha-Regimes um seines Glaubens willen verhaftet, gefoltert und erschossen wurde. Er gehört zu den Achtunddreißig Märtyrern von Albanien.

## Leben
Lazër Shantoja stammte aus einer alten, angesehenen Familie in Shkodra, die als intellektuell und vaterlandsliebend galt. Zunächst studierte er am Päpstlichen Seminar in Shkodra, ab 1914 an der Universität Innsbruck. Am 29. Mai 1915 wurde er zum Priester geweiht, bald darauf erfolgte seine Ernennung als Sekretär des Bischofs Lazër Mjedjes im Erzbistum Shkodra, außerdem wurde er Pfarrer von Sheldi, später (1917–1922) zusätzlich von Pulaj, Beltoja, Velipoja und Rrjoll. Als Pater Anton Harapi 1923 und 1924 die regierungskritische Zeitschrift Ora e Maleve herausgab, wurde er darin wesentlich von Dom Lazër Shantoja unterstützt.
1924 hielt Dom Lazër anlässlich der Beisetzung eines ermordeten Oppositionspolitikers eine berühmt gewordene Rede, in der er die – aus seiner Sicht – Funktionsuntüchtigkeit der Regierung deutlich benannte. Unter der Regierung Präsident Zogus wurde er im Januar 1925 verhaftet, nach einigen Monaten jedoch wieder freigelassen. Er ging nach Jugoslawien und einige Zeit später in die Schweiz in das kleine Dorf La Motte bei Ocourt, dann nach Wien, wo er die Zeitschrift Ora e Shqipnisë herausgab.
Im August 1939 kehrte er nach Albanien zurück, das inzwischen von Italien besetzt worden war. Dom Lazër wurde zum Leiter des Presse- und Propagandaamtes in Tirana ernannt und sprach sich für eine Orientierung Albaniens Richtung des faschistischen Italien und des nationalsozialistischen Deutschlands aus. Als die Kommunisten an die Macht kamen, beeilten sie sich, ihn als Kollaborateur zu inhaftieren, so dass er bereits am 30. Januar 1945 in Sheldi verhaftet und bald darauf ins Gefängnis nach Tirana gebracht wurde, wo man  ihn zu foltern begann. Der Pfarrer von Tirana, Shtjefën Kurti, teilte am 9. Februar dem Bischöflichen Ordinariat von Durrës in Delbnisht mit, dass sich „drei sehr ehrenhafte Priester im Gefängnis in Tirana befinden: Pfarrer Lazër Shantoja, Pfarrer Josef Marxen und Pater Frano Kiri.“
Unter der Folter wurden ihm alle Extremitäten gebrochen, bis er sich nur noch kriechend durch seine Zelle bewegen konnte. Als seine Mutter ihn in diesem Zustand sah, soll sie darum gebeten haben, seinem Leben ein Ende zu setzen. Er wurde erschossen und anonym bestattet.

## Kulturelles Schaffen
Lazër Shantoja hatte viele Sprachen erlernt und sprach neben den Alten Sprachen auch seine Muttersprache Albanisch sowie Italienisch, Deutsch, Französisch und Esperanto. Er ließ sein großes Wissen in die immer sorgfältig vorbereiteten Predigten einfließen und galt als sehr guter Redner. Zudem schrieb er lyrische Texte, in denen seine Vaterlandsliebe zum Ausdruck kam. Seine Musikalität wurde bewundert, er erhielt in der Bevölkerung den liebevollen Beinamen „Priester des Pianoforte“. Seine literarischen, auch politisch-satirischen Verdienste werden gemeinsam mit denen von Gjergj Fishta, Luigj Gurakuqin und Anton Harapi genannt. Zu den unter seiner Mitwirkung herausgegebenen Zeitschriften zählen Hylli i Dritës, Leka, Cirka, Kumbona e së dielës, Zani i Shnad Ndout und Iliria. Er fertigte einige Übersetzungen aus dem Deutschen an (z. B. Goethes Hermann und Dorothea sowie Teile des Faust). Dom Lazër Shantoja schrieb nicht nur unter eigenem Namen, sondern auch unter einigen Pseudonymen. Er war u. a. Leiter der Dante-Alighieri-Gesellschaft in Tirana.

## Seligsprechung
Die Seligsprechung von Lazër Shantoja und 37 weiteren Märtyrern fand am 5. November 2016 in Shkodra statt. Der Präfekt der Kongregation für die Selig- und Heiligsprechungsverfahren, Kardinal Angelo Amato, leitete im Auftrag von Papst Franziskus die Feierlichkeiten.